# Aeolothrips brevicornis
Aeolothrips brevicornis är en insektsart som beskrevs av Bagnall 1915. Aeolothrips brevicornis ingår i släktet Aeolothrips och familjen rovtripsar. Inga underarter finns listade i Catalogue of Life.